# 根纳季·涅韦尔斯科伊

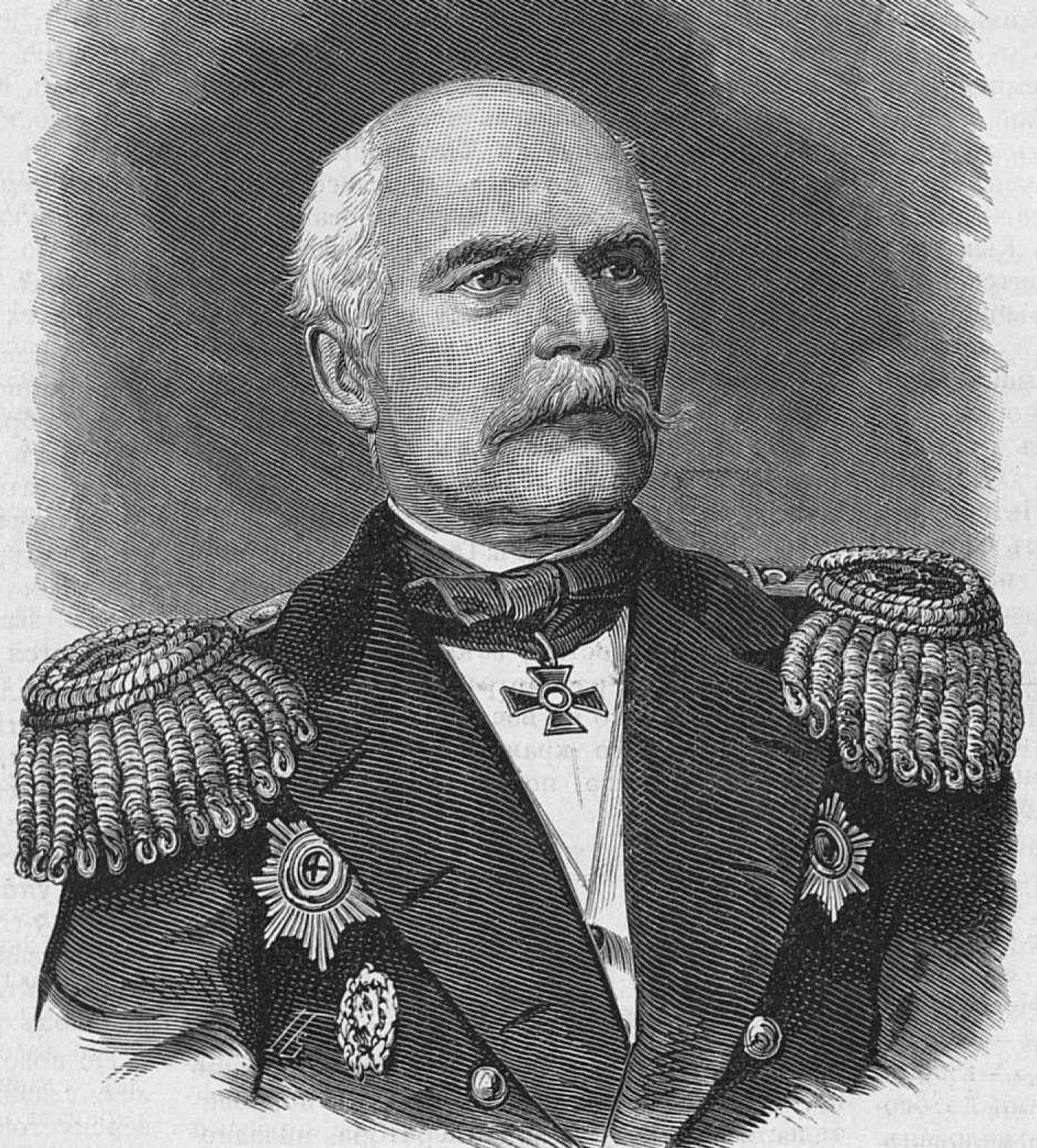
根纳季·涅韦尔斯科伊

根纳季·伊万诺维奇·涅韦尔斯科伊（俄语：Генна́дий Ива́нович Невельско́й，1813年12月5日—1876年4月29日），俄罗斯探险家、领航员。
涅韦尔斯科伊出生在今日科斯特罗马州的索利加利奇。1848年，涅韦尔斯科伊在俄罗斯远东发起一次远征，探索了萨哈林岛地区和阿穆尔河的出海口。他证明了鞑靼海峡不是一个海湾而是一个海峡。连接阿穆尔河河口和萨哈林岛之间的一段狭窄地域后来被命名为涅韦尔斯科伊海峡。1850年8月13日，他建立了阿穆尔河畔尼古拉耶夫斯克，也就是中国人所称庙街、日本人所称的尼港，这是俄罗斯人在这片地域中的第一个聚落。
俄罗斯人并不知道四十年前日本人间宫林藏的探险事迹，认为涅韦尔斯科伊是第一个证明萨哈林岛是一个岛屿的人。俄国人将鞑靼海湾改名为鞑靼海峡，并将其最北端狭窄一段命名为涅韦尔斯科伊海峡，以纪念他的事迹。
涅韦尔斯科伊国立海事大学以他的名字命名。